# Conrad Homfeld
Conrad E. Homfeld (Pinehurst (North Carolina), 25 december 1951) is een Amerikaans ruiter, die gespecialiseerd is in springen. Homfeld won tijdens de wereldkampioenschappen in 1978 de bronzen medaille in de landenwedstrijd. Door de Amerikaanse president Jimmy Carter ingestelde boycot nam de Verenigde Staten niet deel aan de Olympische Zomerspelen 1980. Op de Olympische Zomerspelen 1984 in zijn thuisland won Homfeld de zilveren medaille individueel en de gouden medaille in de landenwedstrijd. Deze prestaties evenaarde Homfeld twee jaar later tijdens de wereldkampioenschappen.

## Resultaten
- Wereldkampioenschappen 1978 in Aken 12e individueel met Balbuco
- Wereldkampioenschappen 1978 in Aken  landenwedstrijd met Balbuco
- Olympische Zomerspelen 1984 in Los Angeles  individueel springen met Abdullah
- Olympische Zomerspelen 1984 in Los Angeles  landenwedstrijd springen met Abdullah
- Wereldkampioenschappen 1986 in Aken  individueel met Abdullah
- Wereldkampioenschappen 1986 in Aken  landenwedstrijd met Abdullah

1912: Lewenhaupt, Kilman, von Rosen ·
1920: König, von Rosen, Norling ·
1924: Thelning, Ståhle, Lundström ·
1928: Navarro, Álvarez, García ·
1936: Hasse, von Barnekow, Brandt ·
1948: Mariles, Uriza, Valdés ·
1952: White, Stewart, Llewellyn ·
1956: Winkler, Thiedemann, Lütke-Westhues ·
1960: Winkler, Thiedemann, Schockemöhle ·
1964: Schridde, Jarasinski, Winkler ·
1968: Day, Gayford, Elder ·
1972: Ligges, Wiltfang, Steenken, Winkler ·
1976: Parot, Rozier, Roguet, Roche ·
1980: Tsjoekanov, Poganovsky, Asmaje, Korolkov ·
1984: Fargis, Homfeld, Burr Howard, Smith ·
1988: Beerbaum, Brinkmann, Hafemeister, Sloothaak ·
1992: Raijmakers, Romp, Tops, Lansink ·
1996: Sloothaak, Nieberg, Kirchhoff, Beerbaum ·
2000: Beerbaum, Nieberg, Ehning, Becker ·
2004: Wylde, Ward, Madden, Kappler ·
2008: Ward, Kraut, Simpson, Madden ·
2012: Skelton, Maher, Brash, Charles ·
2016: Rozier, Staut, Bost, Leprévost ·
2020: von Eckermann, Baryard-Johnsson, Fredricson ·
2024: Maher, Charles, Brash